# Åmot (Vinje)
Åmot este o localitate din comuna Vinje, provincia Telemark, Norvegia, cu o suprafață de 1 km² și o populație de 659 locuitori (2013).